# جيوار
جيوار هي بلدة تقع في جوتام بوذا نجر بولاية أتر برديش، الهند.